# Gorgeous
«Gorgeous» — п'ятий загальний та четвертий європейський сингл шостого студійного альбому американської поп-співачки Тейлор Свіфт — Reputation. Як промосингл пісня вийшла 20 жовтня 2017 року; як європейський сингл пісня вийшла 12 січня 2018 року. Пісня написана Тейлор Свіфт, Максом Мартіном та Shellback; спродюсована Максом Мартіном та Shellback. Сингл досягнув топ-10 музичних чартів Австралії, Канади, Угорщини, Малайзії та топ-12 музичних чартів Британії, США, Ірландії та Нової Зеландії.

## Історія
Пісня була випущена як промосингл з шостого студійного альбому Reputation. Після того як Тейлор 13 жовтня представила на спеціальній вечірці для 100 своїх фанів новий альбом, вона анонсувала реліз пісні під назвою Gorgeous через її обліковий запис на Instagram 19 жовтня. Його реліз пройшов наступного дня як промосингл. Того ж дня відбулася прем'єра лірик-відео.

## Композиція
Свіфт написала пісню «Gorgeous» у співавторстві зі своїми продюсерами Макс Мартіном та Shellback Пісню описують як «радіопоп». У пісні звучить дитячий голос Джеймс Рейнольдс, дочки акторів Блейк Лайвлі та Раяна Рейнольдса. У ліричному плані, пісня зображує «прагнення об'єкта любовного інтересу», який сама Свіфт описує як «чудовий». Х'ю МакІнтайр з журналу Forbes схарактеризував продакшн пісні як «що має більше, ніж просто електропоп і перехід на більш цікаву територію, ніж зазвичай використовується в радіоефірних попчартах Top-40». Пісня написана в тональності До мажор з темпом 92 удари на хвилину, з вокалом Свіфт в діапазоні від G3 до C5.

## Чарти
| Чарт (2017-18)                            | Місце |
| ----------------------------------------- | ----- |
| Australian Singles Chart                  | 9     |
| Austrian Singles Chart                    | 32    |
| Belgium (Ultratop 50 Flanders) (Фландрія) | 1     |
| Belgium (Ultratop 50 Wallonia) (Валлонія) | 37    |
| Canada (Canadian Hot 100)                 | 9     |
| Canada AC (Billboard)                     | 45    |
| Czech Republic (Singles Digitál Top 100)  | 24    |
| Germany German Singles Chart              | 45    |
| Hungary (Single Top 40)                   | 9     |
| Hungary (Stream Top 40)                   | 23    |
| Irish Singles Chart                       | 18    |
| Italian Singles Chart                     | 66    |
| Japan Japanese Singles Chart              | 52    |
| Lebanon (Lebanese Top 20)                 | 15    |
| Malaysia (RIM)                            | 8     |
| Netherlands Single Top 100                | 60    |
| New Zealand Recorded Music NZ             | 19    |
| Norway VG-lista                           | 28    |
| Philippines (Philippine Hot 100)          | 13    |
| Portugal (AFP)                            | 40    |
| Scotland (Official Charts Company)        | 12    |
| Slovakia (Singles Digitál Top 100)        | 17    |
| Swedish Singles Chart                     | 41    |
| Swiss Singles Chart                       | 46    |
| UK Singles (Official Charts Company)      | 15    |
| US Billboard Hot 100                      | 13    |

## Продажі
| Країна     | Сертифікація (таблиця продажів та сертифікатів) | Продажі  |
| ---------- | ----------------------------------------------- | -------- |
| США (RIAA) | Золото                                          | +500,000 |

## Історія релізів
| Країна   | Дата           | Формат                        | Лейбл       | Виноски       |
| -------- | -------------- | ----------------------------- | ----------- | ------------- |
| Різні    | 20 жовтня 2017 | Цифрове завантаження Стримінг | Big Machine | [ 15 ] [ 16 ] |
| Британія | 12 січня 2018  | Contemporary hit radio        | Big Machine | [ 2 ]         |